# لب‌لوله‌ای دم‌زرد
لب‌لوله‌ای دم‌زرد (نام علمی: Diproctacanthus xanthurus) نام یک گونه از تیره زمردماهیان است.